# Новая социалистическая партия (внутрипартийная фракция)
Новая социалистическая партия — За социалистическую альтернативу (фр. Nouveau parti socialiste) — внутрипартийная фракция в французской Социалистической партии. Образована в 2002 году такими деятелями партии как Анри Монтебур, Винсент Пейлон, Жюльен Дрей (бывший член крыла «левые социалисты»), Бенуа Амон. Также в ноябре 2005 года одним из лидеров внутрипартийной фракции стал бывший первый секретарь соцпартии — Анри Эммануэлли.
Фракция выступает против курса первых секретарей партии на её «правение» в сторону социал-демократии и социал-либерализма. В 2004 году на инсценированном внутрипартийном референдуме «Новая социалистическая партия» и другие левые течения выступили против принятия, по мнению левых политиков, неолиберальной Конституции ЕС. В то время как руководство партии выступило за.